# Villa Stephanus (1900)

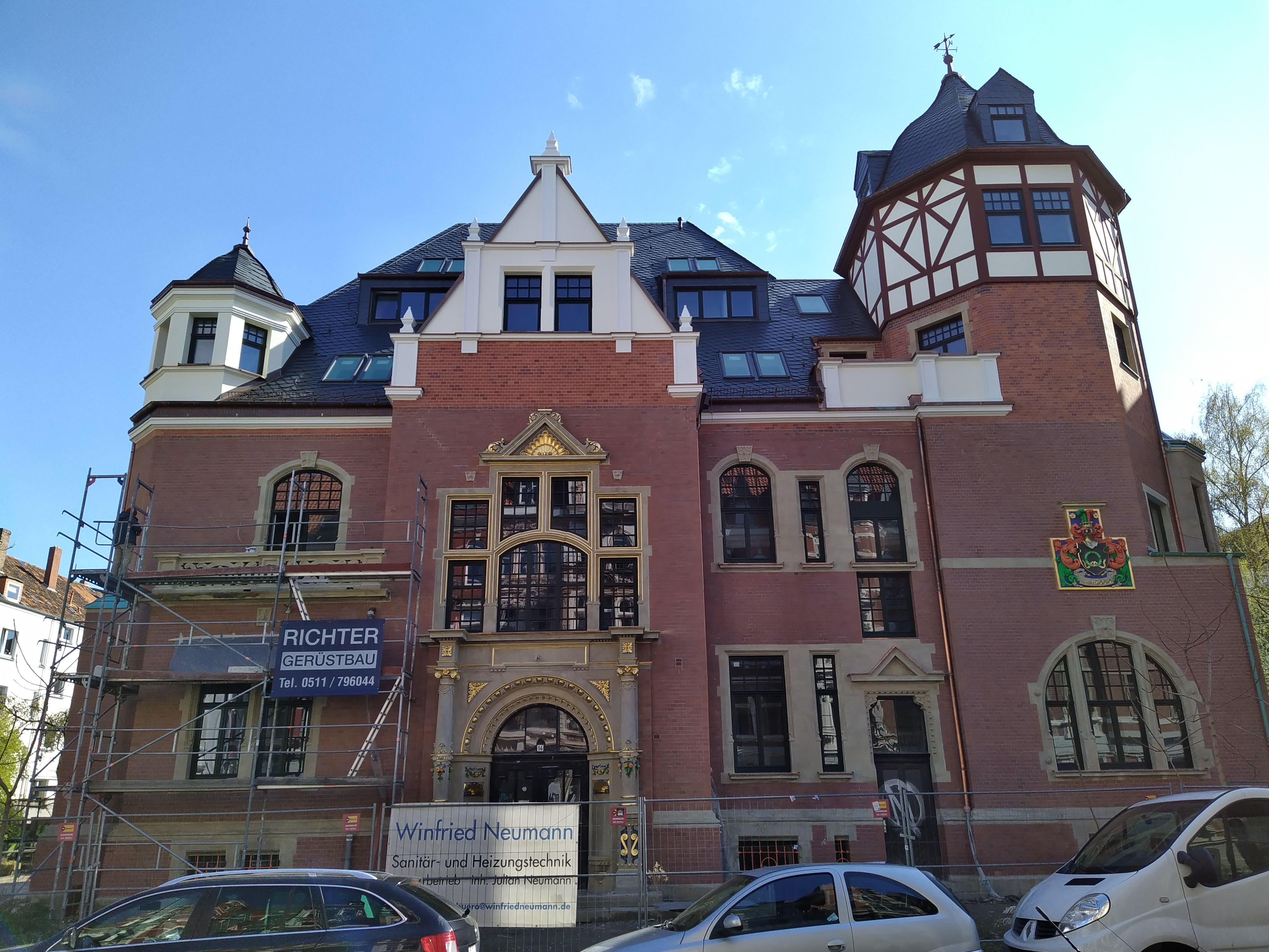
Villa Stephanus kurz vor Abschluss der Renovierung (April 2021)

Die Villa Stephanus ist eine denkmalgeschützte Villa in der Gartenallee in Hannover-Linden. Sie wurde im Jahr 1900/1901 für den Ziegeleibesitzer Richard Stephanus errichtet und ist an der Rückseite benachbart zu der älteren Villa Stephanus von Hermann Stephanus.

## Geschichte

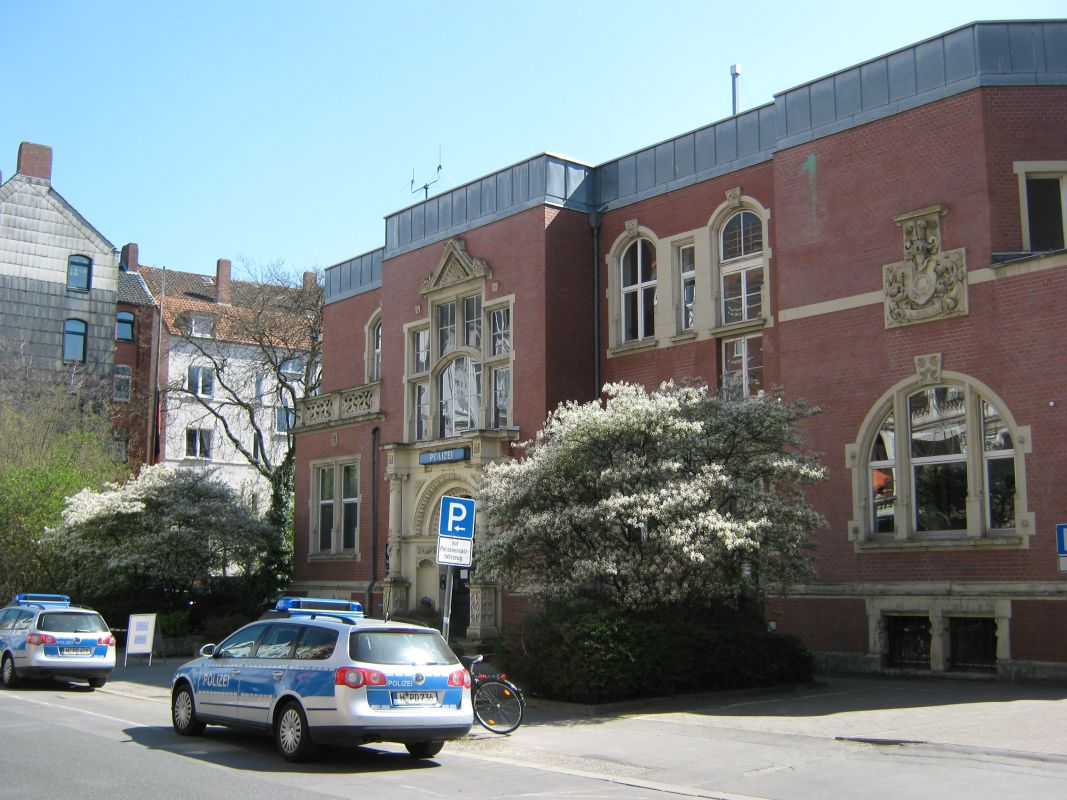
Als Polizeirevier im Jahr 2010

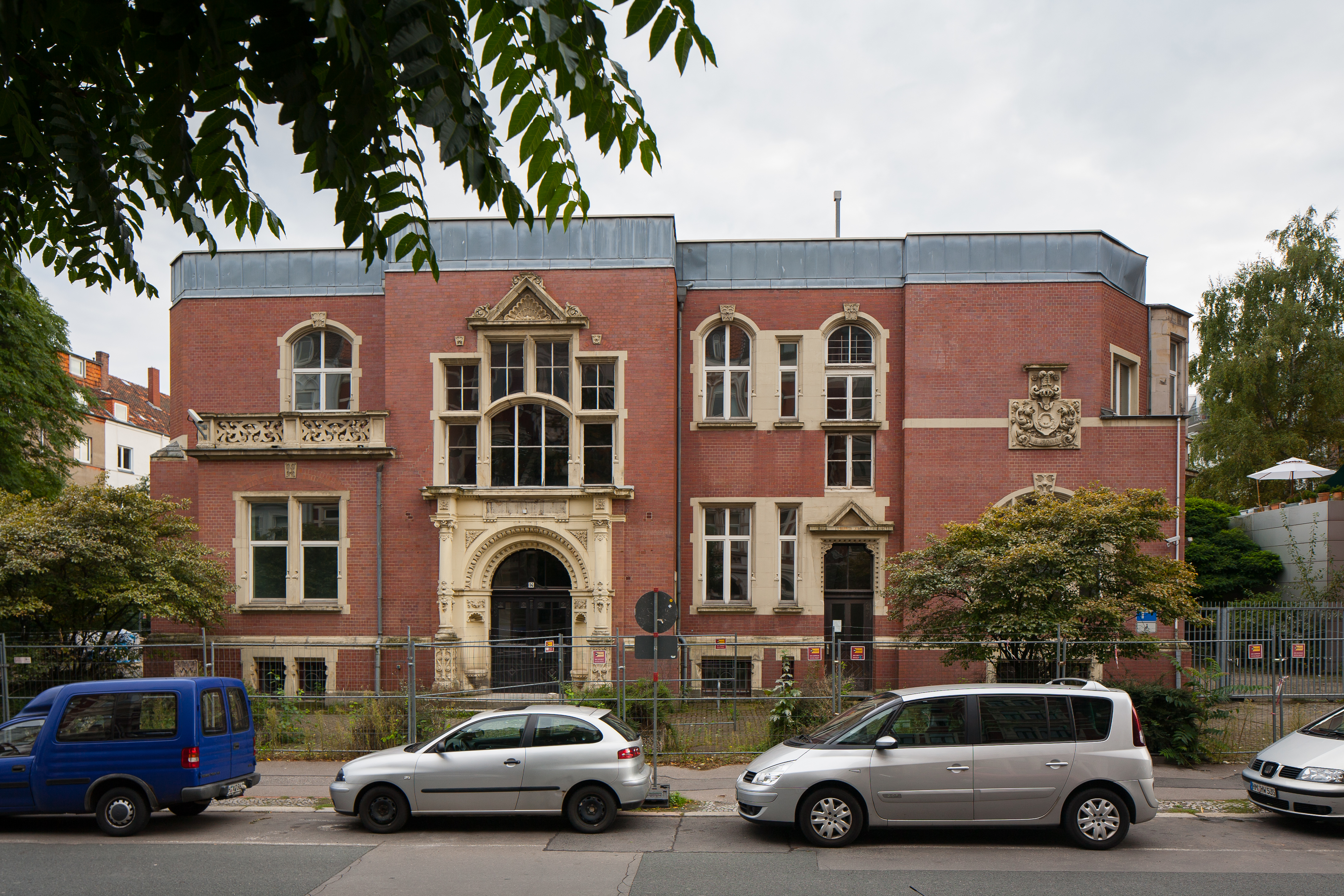
Villa Stephanus nach Auszug des Polizeireviers (2013)

Richard Stephanus geriet in der Finanzkrise der 1930er Jahre in finanzielle Schwierigkeiten und verpfändete seine Villa. Danach wurde das Gebäude von der hannoverschen SA übernommen
und später durch Gauleiter Lauterbacher genutzt.
(Die abweichende Angabe GeStaPo-Zentrale trifft nicht zu, die Gestapo-Leitstelle war bis Oktober 1943 in der Schlägerstraße).
Das mit Türmen, Erkern und Giebeln versehene Dachgeschoss der Villa war im Zweiten Weltkrieg zerstört und danach durch ein Flachdach ersetzt worden.
1945 wurde das Gebäude von der britischen Militärverwaltung übernommen, danach von der Stadt Hannover.
Dort zog unter anderem das 9. Polizeirevier ein. Der bauliche Zustand war jedoch unbefriedigend. 1983 wurde das Gebäude von der Unternehmensgruppe Grojnowski angekauft und anschließend saniert. Das Gebäude wurde danach wieder als Polizeirevier genutzt. Im Jahr 2011 zog das Polizeirevier an einen anderen Standort um.
Nach vierjähriger Planungs- und Genehmigungsdauer wurde der Altbau weitgehend entkernt. Das historische Treppenhaus und die Holzdecke eines 4,30 Meter hohen Raums im Erdgeschoss blieben erhalten. Ab 2018 stockte man das Gebäude unter Verwendung von nach altem Muster gebrannten Ziegelsteinen um zwei Etagen auf und setzte ihm ein dem Original nahekommendes, nach historischen Vorlagen konstruiertes Schieferdach auf.
Das Gebäude wurde bis zum Frühjahr 2021 zu einem Mehrfamilienhaus mit Eigentumswohnungen umgebaut.

## Denkmalschutz
Die Villa Stephanus steht wegen ihrer städtebaulichen und vor allem geschichtlichen Bedeutung seit 2012 unter Denkmalschutz.
Das Gebäude hat laut Viewer zum Denkmalatlas Niedersachsen die Nummer 41302438, die Einfriedungsreste an der Gartenallee sind ein separates Baudenkmal mit der Nummer 41302949. Beide Baudenkmale sind zudem Teil sowohl der Baudenkmalgruppe Wohnhäuser Gartenallee 18–21 mit der Nummer 30593032, als auch der Baudenkmalgruppe Wohnhäuser Lichtenbergplatz 1–8 mit der Nummer 30593083.